# Danh sách nhóm nhạc thần tượng Hàn Quốc (thập niên 2000)
Dưới đây là danh sách các nhóm nhạc thần tượng Hàn Quốc ra mắt từ năm 2000 đến năm 2009.

## 2000
Danh sách các nhóm nhạc ra mắt trong năm 2000
| Tên                     | Tên       | Số thành viên | Trưởng nhóm | Giới tính | Công ty quản lý                                                   | Tên fandom | Tan rã | Ghi chú                                                   |
| Latinh                  | Hangul    | Số thành viên | Trưởng nhóm | Giới tính | Công ty quản lý                                                   | Latinh     | Tan rã | Ghi chú                                                   |
| ----------------------- | --------- | ------------- | ----------- | --------- | ----------------------------------------------------------------- | ---------- | ------ | --------------------------------------------------------- |
| Moon Child (MC the Max) | 문 차일드 | 3             | Lee Soo     | Nam       | You & I Entertainment (2000–2007) GM Planning Music & New (2012–) | –          | –      | Năm 2002, họ đổi tên thành MC the Max và Jungmin rời nhóm |
| Papaya                  | 파파야    | 3             | Jo Hyekyung | Nữ        | Cream Entertainment                                               | –          | 2002   |                                                           |
| Ryanghyun Ryangha       | 량현량하  | 2             | –           | Nam       | JYP Entertainment                                                 | –          | –      | Anh em song sinh                                          |
| To-ya                   | 투야      | 3             | Kim Ji Hye  | Nữ        | –                                                                 | –          | 2001   |                                                           |

## 2001
Danh sách các nhóm nhạc ra mắt trong năm 2001
| Tên     | Tên      | Số thành viên | Trưởng nhóm  | Giới tính | Công ty quản lý           | Tên andom   | Tan rã | Ghi chú |
| Latinh  | Hangul   | Số thành viên | Trưởng nhóm  | Giới tính | Công ty quản lý           | Latinh      | Tan rã | Ghi chú |
| ------- | -------- | ------------- | ------------ | --------- | ------------------------- | ----------- | ------ | --- |
| 5tion   | 오션     | 5             | —            | Nam       | K Story Entertainment     | –           | —      | Giải tán năm 2006 và trở lại năm 2012 với hai thành viên mới                                                                                       |
| Jewelry | 쥬얼리   | 4             | Kim Eunjung  | Nữ        | Star Empire Entertainment | Jewelry Box | 2015   | Các thành viên gốc, trong đó có Park Jeong-Ah và Seo In Young, đều đã rời nhóm. Tính đến 2012, Jewelry là nhóm nhạc nữ hoạt động lâu nhất Hàn Quốc |
| JtL     | 제이티엘 | 3             | —            | Nam       | Yejeon Media              | –           | 2003   | Các cựu thành viên của H.O.T. |
| KISS.   | 키스     | 3             | Mini         | Nữ        | J-Entercom                | –           | 2002   | |
| M.I.L.K | 밀크     | 4             | Park Hee-bon | Nữ        | SM Entertainment          | Milky Way   | 2003   | |
| NAZCA   | 나스카   | 6             | Minkyung     | Nữ        | Không có                  | –           | 2004   | |
| VoixCo  | 보이스코 | 4             | —            | Nữ        | Jive Records              | –           | 2002   | |

## 2002
Các nhóm nhạc tiêu biểu ra mắt trong năm

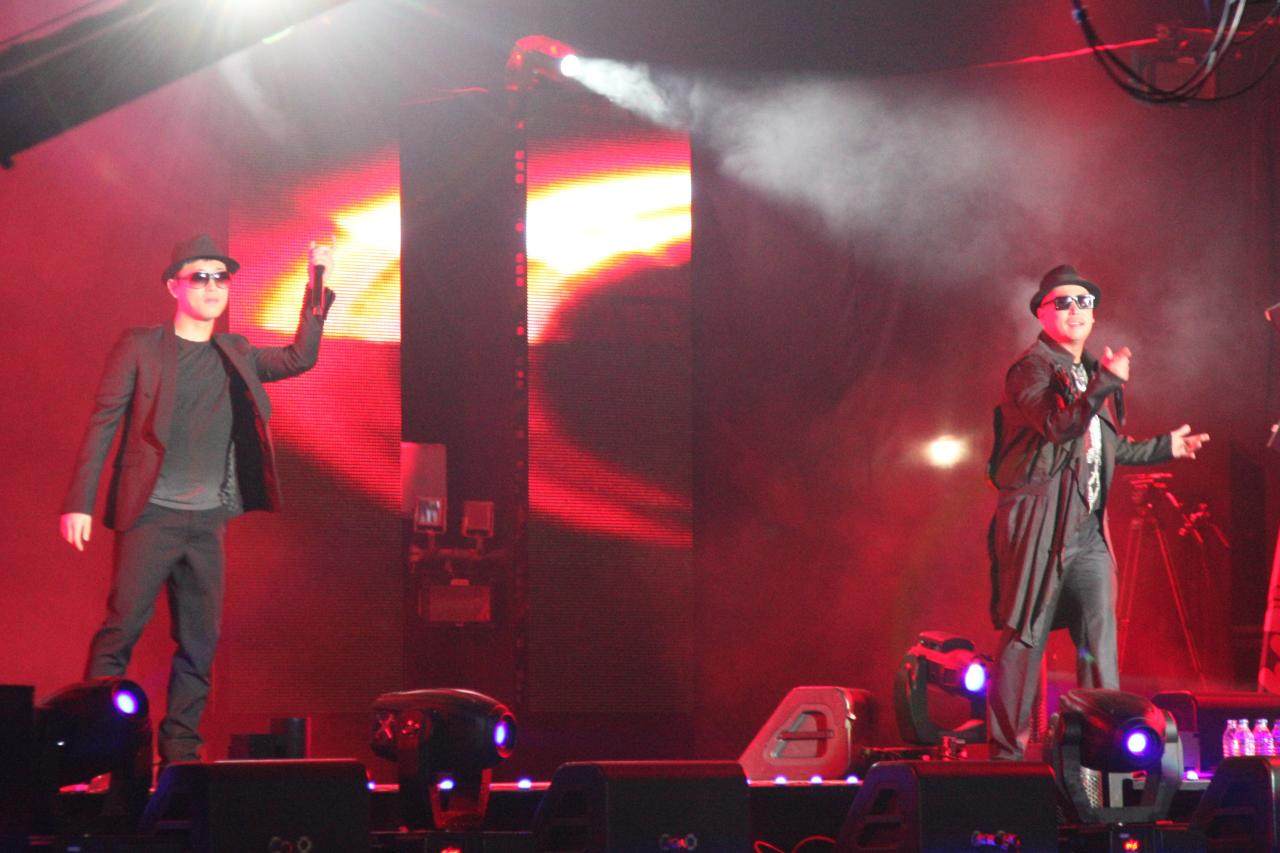
Leessang

Danh sách các nhóm nhạc ra mắt trong năm 2002
| Tên           | Tên        | Số thành viên | Trưởng nhóm  | Giới tính | Công ty quản lý                       | Tên fandom   | Tan rã | Ghi chú |
| Latinh        | Hangul     | Số thành viên | Trưởng nhóm  | Giới tính | Công ty quản lý                       | Latinh       | Tan rã | Ghi chú |
| ------------- | ---------- | ------------- | ------------ | --------- | ------------------------------------- | ------------ | ------ | --- |
| Black Beat    | 블랙 비트  | 7             | Lee So Min   | Nam       | SM Entertainment                      | Soul Black   | 2007   | |
| Isak N Jiyeon | 이삭앤지연 | 2             | Lee Jiyeon   | Nữ        | SM Entertainment                      | –            | 2004   | |
| Leessang      | 리쌍       | 2             | Gary         | Nam       | Jungle Entertainment Leessang Company | –            | —      | Bộ đôi rapper. Gary và Gil còn là những người dẫn chương trình nổi tiếng cho nhiều chương trình                 |
| LUV           | 러브       | 3             | Eunbyul      | Nữ        | SidusHQ                               | –            | 2003   | |
| Shinvi        | 신비       | 3             | Yoo Soo Jin  | Nữ        | SM Entertainment                      | Linos        | 2003   | |
| Sugar         | 슈가       | 3             | Ayumi Lee    | Nữ        | Star World Entertainment              | Sugar Island | 2006   | Tháng 12 năm 2004, Hwang Jung-eum rút lui khỏi nhóm và Lee Ha-rin được thêm vào. Năm 2006, Park Soo-jin rút lui |
| SWI.T         | 스위티     | 3             | Ahn Naeyoung | Nữ        | YG Entertainment                      | –            | 2005   | Về sau Lee Eun-joo trở thành vợ của Yang Hyeon-seok - Tổng giám đốc YG Entertainment                            |

## 2003
Các nhóm nhạc tiêu biểu ra mắt trong năm

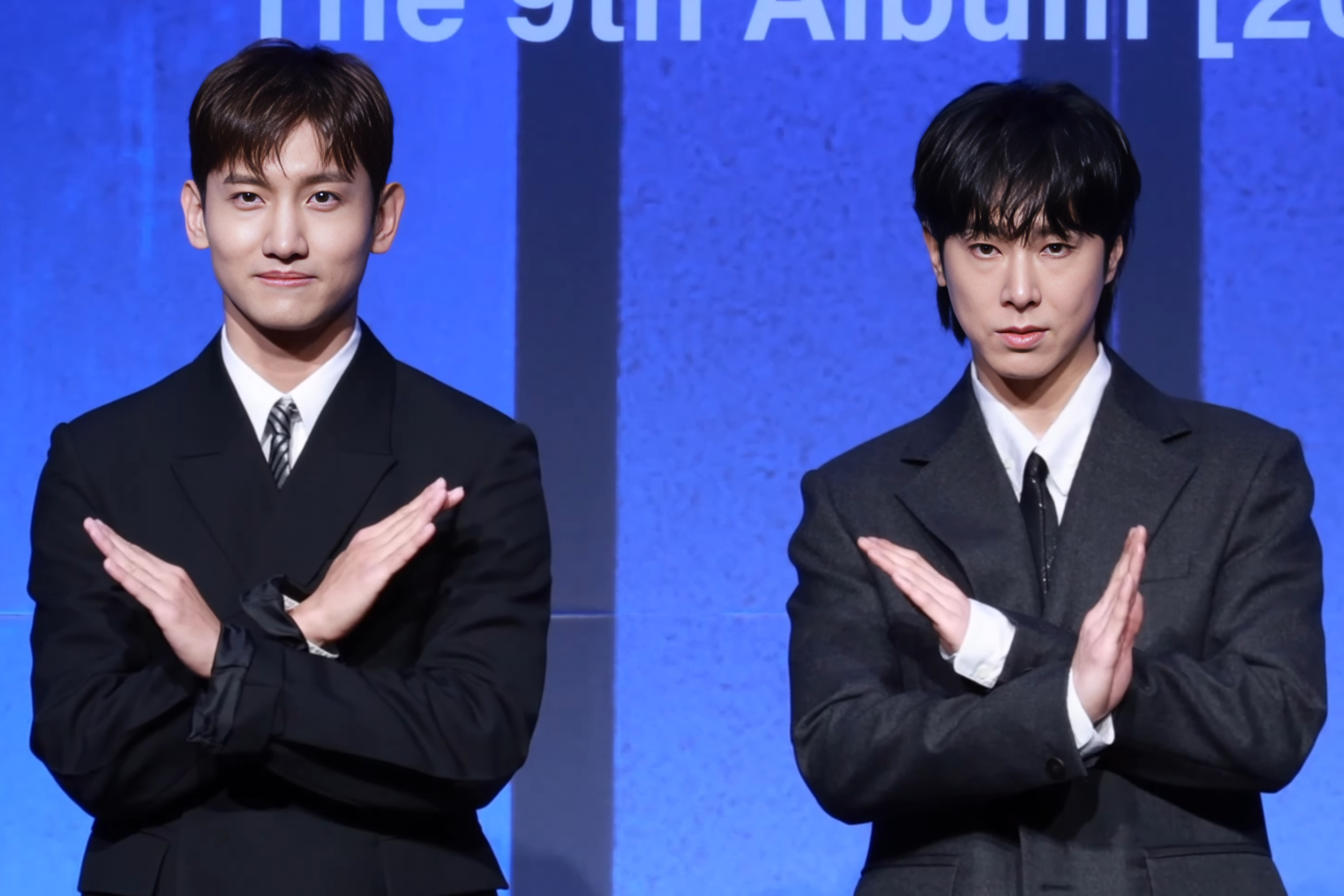
TVXQ

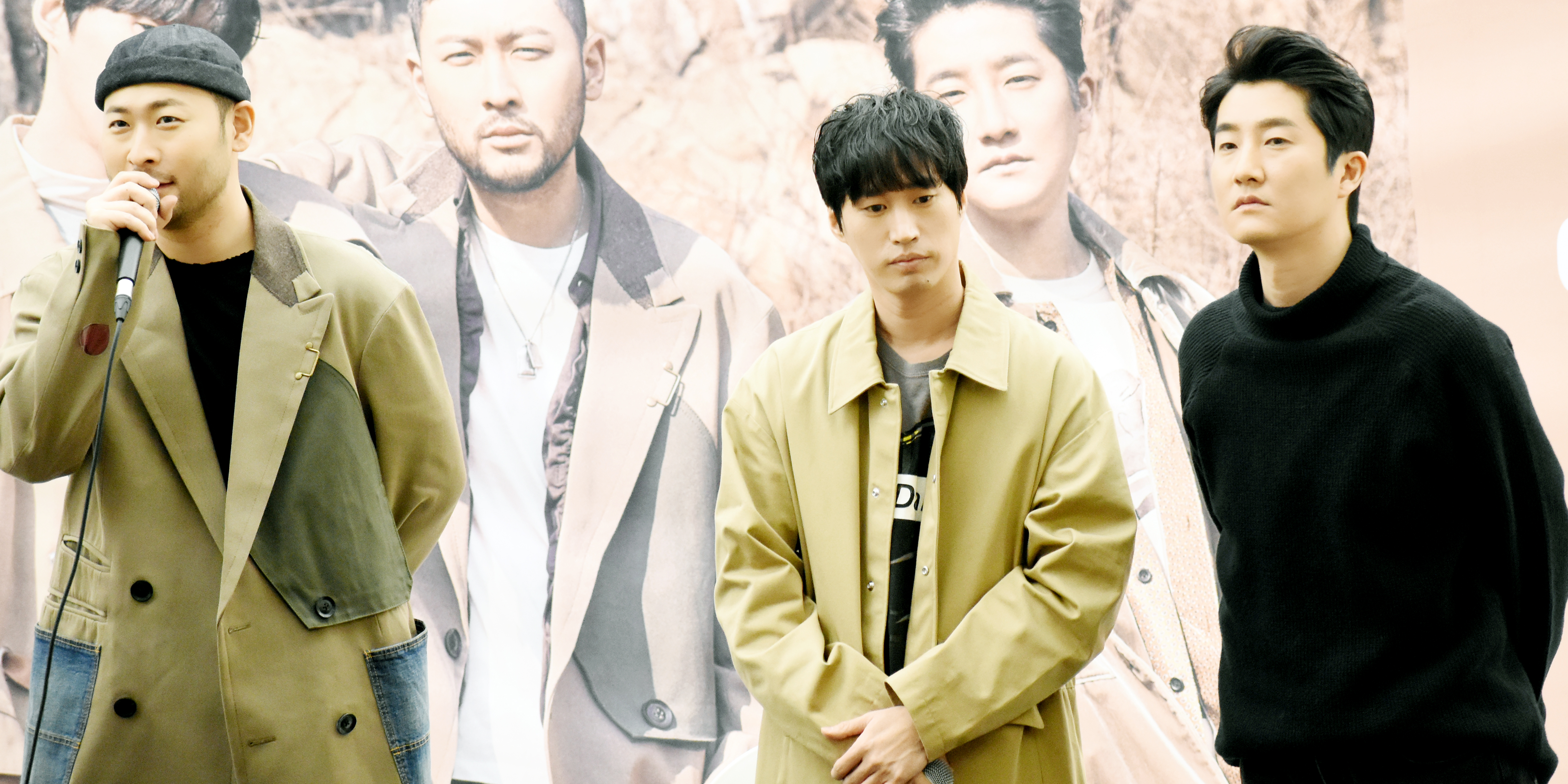
Epik High

Danh sách các nhóm nhạc ra mắt trong năm 2003
| Tên             | Tên                | Số thành viên | Trưởng nhóm | Giới tính | Công ty quản lý                                               | Tên fandom                    | Tan rã | Ghi chú |
| Latinh          | Hangul             | Số thành viên | Trưởng nhóm | Giới tính | Công ty quản lý                                               | Latinh                        | Tan rã | Ghi chú |
| --------------- | ------------------ | ------------- | ----------- | --------- | ------------------------------------------------------------- | ----------------------------- | ------ | --- |
| Brown Eyed Soul | 브라운 아이드 소울 | 4             | Jungyeop    | Nam       | Santa Music                                                   | —                             | —      | Năm 2010, Lim Kyoung Tack gia nập nhóm trong thời gian ngắn với vai trò ca sĩ hát nền |
| BUZZ            | 버즈               | 2             | Woo Hyun    | Nam       | Yejeon Media A1 Entertainment                                 | Buzz's Happy People           | —      | Ra mắt với năm thành viên; năm 2007, trưởng nhóm Kyung Hoon rời nhóm để theo đuổi sự nghiệp hát đơn. Nhóm tạm ngưng hoạt động từ năm 2008 để tham gia nghĩa vụ quân sự. Năm 2010, nhóm quay lại với hình thức nhóm song ca gồm Woo Hyun và thành viên mới là Nayul |
| Dynamic Duo     | 다이나믹듀오       | 2             | —           | Nam       | Amoeba Culture                                                | —                             | —      | Dynamic Duo là một phần của "The Movement" - nhóm nhạc hiphop Hàn Quốc |
| Epik High       | 에픽하이           | 3             | Tablo       | Nam       | YG Entertainment (2012–nay) Woollim Entertainment (2003–2011) | High Skool                    | —      | Epik High là một phần của "The Movement" - nhóm hiphop Hàn Quốc |
| Morning         | 모닝               | 4             | —           | Nữ        | Không có                                                      | Không có                      | 2004   | Gồm ba giọng ca và một tay đàn vĩ cầm |
| TVXQ            | 동방신기           | 2             | Yunho       | Nam       | SM Entertainment                                              | Cassiopeia BigEast (Nhật Bản) | —      | Ra mắt với năm thành viên. Năm 2009, các thành viên gồm Kim Jaejoong, Yoochun và Xiah Junsu đâm đơn kiện SM Entertainment và sau đó thì rời nhóm. Từ năm 2011 nhóm này trở thành nhóm song ca                                                                      |

## 2004
Các nhóm nhạc tiêu biểu ra mắt trong năm

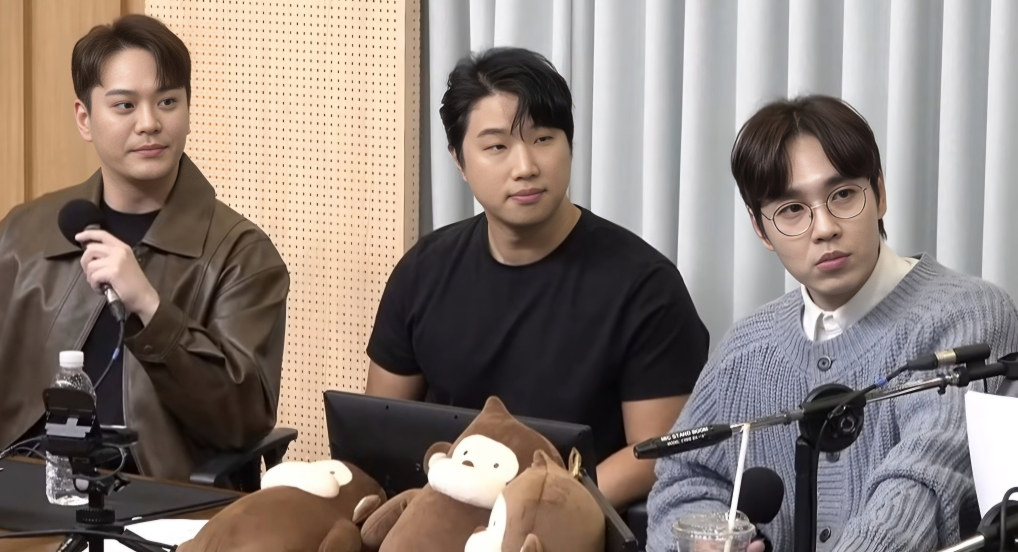
SG Wannabe

Danh sách các nhóm nhạc ra mắt trong năm 2004
| Tên           | Tên           | Số thành viên | Trưởng nhóm | Giới tính | Công ty quản lý                                       | Tên fandom | Tan rã | Ghi chú |
| Latinh        | Hangul        | Số thành viên | Trưởng nhóm | Giới tính | Công ty quản lý                                       | Latinh     | Tan rã | Ghi chú |
| ------------- | ------------- | ------------- | ----------- | --------- | ----------------------------------------------------- | ---------- | ------ | --- |
| SG Wannabe    | SG 워너비     | 3             | Kim Yongjun | Nam       | IS Entermedia Group (2009–nay) Mnet Media (2004–2009) | Love Room  | —      | Năm 2008, Chae Dong Ha rời nhóm để theo đuổi con đường hát đơn và được thế chỗ bởi Lee Seok-hoon sau một cuộc thử giọng                                   |
| Shyne         | 샤인          | 2             | —           | Nữ        | DSP Media                                             | —          | 2007   | Chị em song sinh |
| TRAX          | 트랙스        | 2             | Typhoon     | Nam       | SM Entertainment                                      | Traxian    | —      | Ra mắt với bốn thành viên. Rose (No Min Woo) rời nhóm vào năm 2006 và trở thành diễn viên. Attack (Kang Jung Woo) cũng rời nhóm để theo đuổi ý muốn riêng |
| V.O.S         | 브이오에스    | 2             | —           | Nam       | Star Empire Entertainment                             | Soulmate   | —      | Ra mắt với ba thành viên. V.O.S là viết tắt của "Voice Of Soul". Park Jiheon rời nhóm năm 2010                                                            |
| Vanilla Unity | 바닐라 유니티 | 5             | —           | Nam       | Gom Entertainment                                     | —          | —      | Ban nhạc rock indie |

## 2005
Các nhóm nhạc tiêu biểu ra mắt trong năm

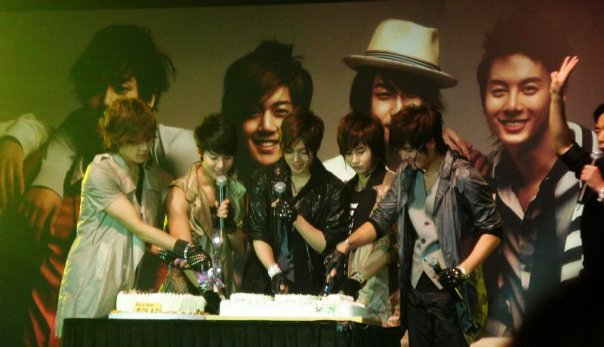
SS501

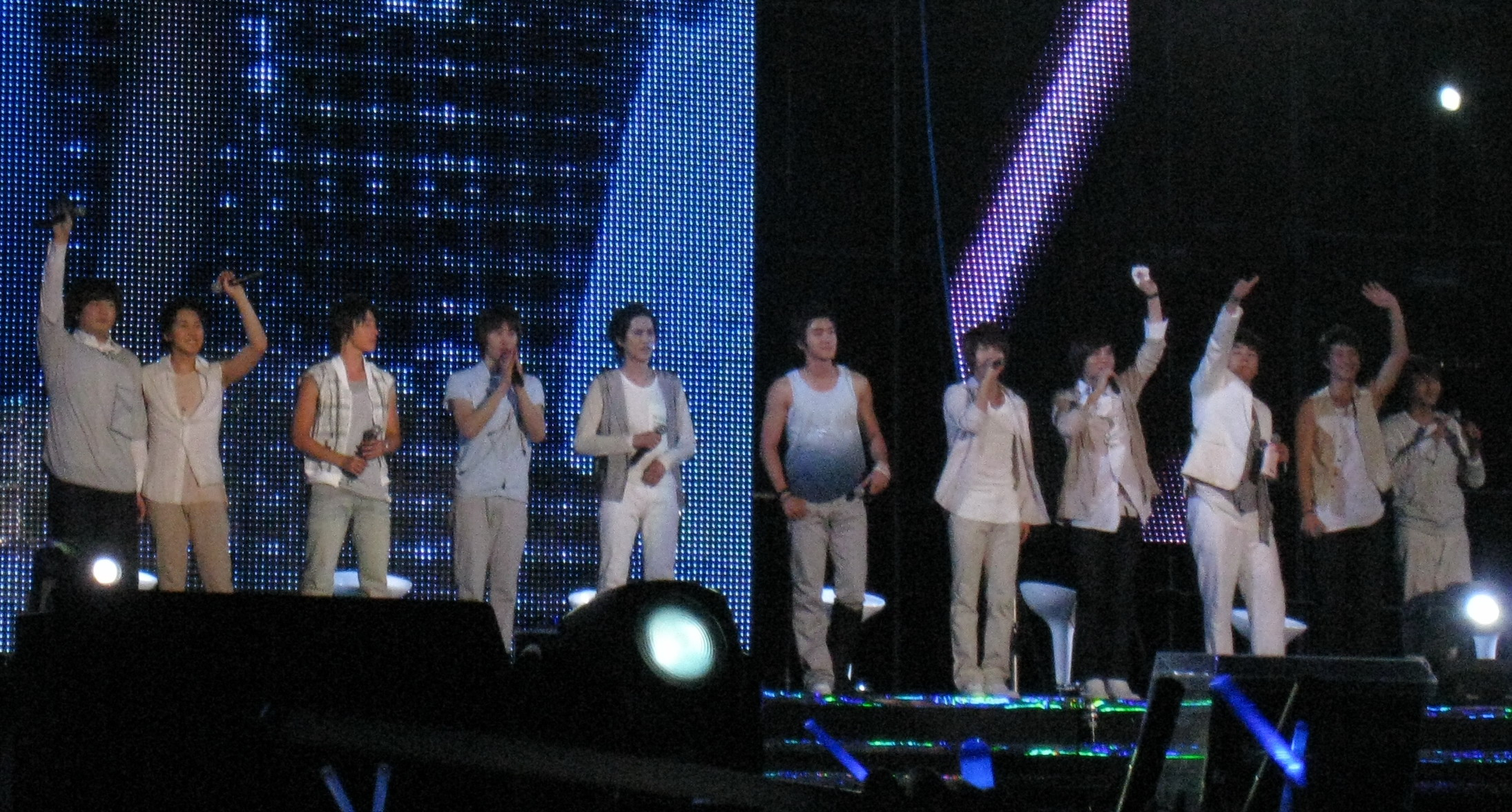
Super Junior

Danh sách các nhóm nhạc ra mắt trong năm 2005
| Tên              | Tên            | Số thành viên | Trưởng nhóm    | Giới tính | Công ty quản lý                                                              | Tên fandom                       | Tan rã   | Ghi chú |
| Latinh           | Hangul         | Số thành viên | Trưởng nhóm    | Giới tính | Công ty quản lý                                                              | Latinh                           | Tan rã   | Ghi chú |
| ---------------- | -------------- | ------------- | -------------- | --------- | ---------------------------------------------------------------------------- | -------------------------------- | -------- | --- |
| Gavy NJ          | 가비 엔제이    | 3             | Sihyun         | Nữ        | Goodfellas Entertainment                                                     | Happiness                        | —        | Nhóm nhạc R&B. năm 2009, Hyemin rời nhóm và Misty được đưa vào thế chỗ. Năm 2011, Heeyoung và Misty rời nhóm để theo nghiệp hát đơn. Năm 2012, Jenny và Gunji gia nhập nhóm |
| i-13             | 아이써틴       | 13            | Lee Ji Eun     | Nữ        | Lime Entertainment                                                           | —                                | 2006     | Nhóm nhạc đầu tiên ở Hàn Quốc với số lượng thành viên đông đến vậy; năm 2009, Min-jung, Ji-eun and Ga-jin trở thành thành viên của JQT |
| LPG              | 엘피지         | 5             | Yumi           | Nữ        | Chan2 Productions                                                            | —                                | 2016     | Ra mắt với bốn thành viên. Năm 2008, tất cả các thành viên ban đầu đều đã rời nhóm. Năm 2009, một đội hình mới ra mắt gồm năm thành viên |
| M3               | 엠쓰리         | 3             | —              | Nam nữ    | —                                                                            | —                                | 2006     | |
| Maxxi Boom       | 맥시붐         | 2             | Jia            | Nữ        | —                                                                            | —                                | 2010 (?) | |
| Monday Kiz       | 먼데이 키즈    | 3             | Lee Jinsung    | Nam       | CAN Entertainment                                                            | —                                | —        | Ra mắt với hai thành viên. Sau cái chết của Kim Minsoo vào năm 2008 thì nhóm cũng ngưng hoạt động. Năm 2010, Han Seunghui và Lim Hanbyul được bổ sung vào nhóm. Hanbyul là thành viên cũ của ban nhạc nam A'st1 |
| Norazo           | 노라조         | 2             | —              | Nam       | Winning InSight Entertainment                                                | —                                | —        | |
| Paran            | 파란           | 5             | Ryan           | Nam       | NH Media                                                                     | Blue Ciel                        | 2011     | Tất cả đều đã rời nhóm để theo đuổi sự nghiệp riêng. AJ trở thành thành viên của U-KISS còn Ace làm nghệ sĩ hát đơn |
| Perfume          | 퍼퓸           | 3             | TiA            | Nữ        | TTM Entertainment                                                            | —                                | 2006     | |
| Redsox           | 레드삭스       | 5             | Chae Young-in  | Nữ        | CJ Music Corporation                                                         | —                                | 2006     | |
| Soul Star        | 소울 스타      | 3             | Lee Chang Geun | Nam       | N.A.P Entertainment (2011–) SidusHQ (2007–2011) YG Entertainment (2005–2007) | —                                | —        | Đây là nhóm nhạc đầu tiên được ra lò bởi YG Entertainment |
| SS501            | 더블에스오공일 | 5             | Kim Hyun-joong | Nam       | DSP Media (2005–2010)                                                        | Triple S (Super Star Supporters) | —        | Tính đến 2010, cả năm thành viên đều đang theo đuổi hoạt động riêng |
| Super Junior     | 슈퍼주니어     | 13            | Leeteuk        | Nam       | SM Entertainment                                                             | Everlasting Friends (E.L.F.)     | —        | Ra mắt với 12 thành viên. Năm 2006, Kyuhyun gia nhập làm thành viên thứ 13. Năm 2009, Hàn Canh (Han Geng) đâm đơn kiện SME để chấm dứt hợp đồng và rời nhóm. Từ tháng 5 năm 2010, Kibum ngưng tham gia để theo đuổi nghiệp diễn xuất. Heechul, Leeteuk và Yesung đi nghĩa vụ quân sự lần lượt vào các năm 2011, 2012 và 2013. Tính đến 2012, Super Junior có chín người đang hoạt động |
| The Grace (CSJH) | 천상지희       | 4             | —              | Nữ        | SM Entertainment                                                             | Shapley                          | —        | Từ 2009 đến 2012, họ theo đuổi các hoạt động cá nhân (đóng phim, diễn nhạc kịch), Stephanie là nghệ sĩ solo và Dana & Sunday trong một nhóm con |

## 2006
Các nhóm nhạc tiêu biểu ra mắt trong năm

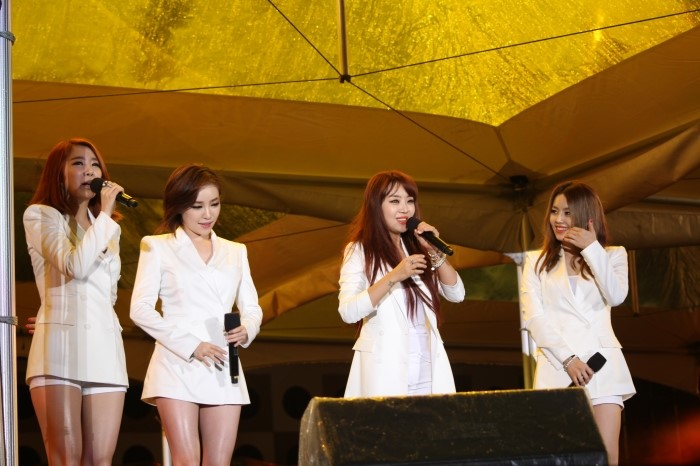
Brown Eyed Girls

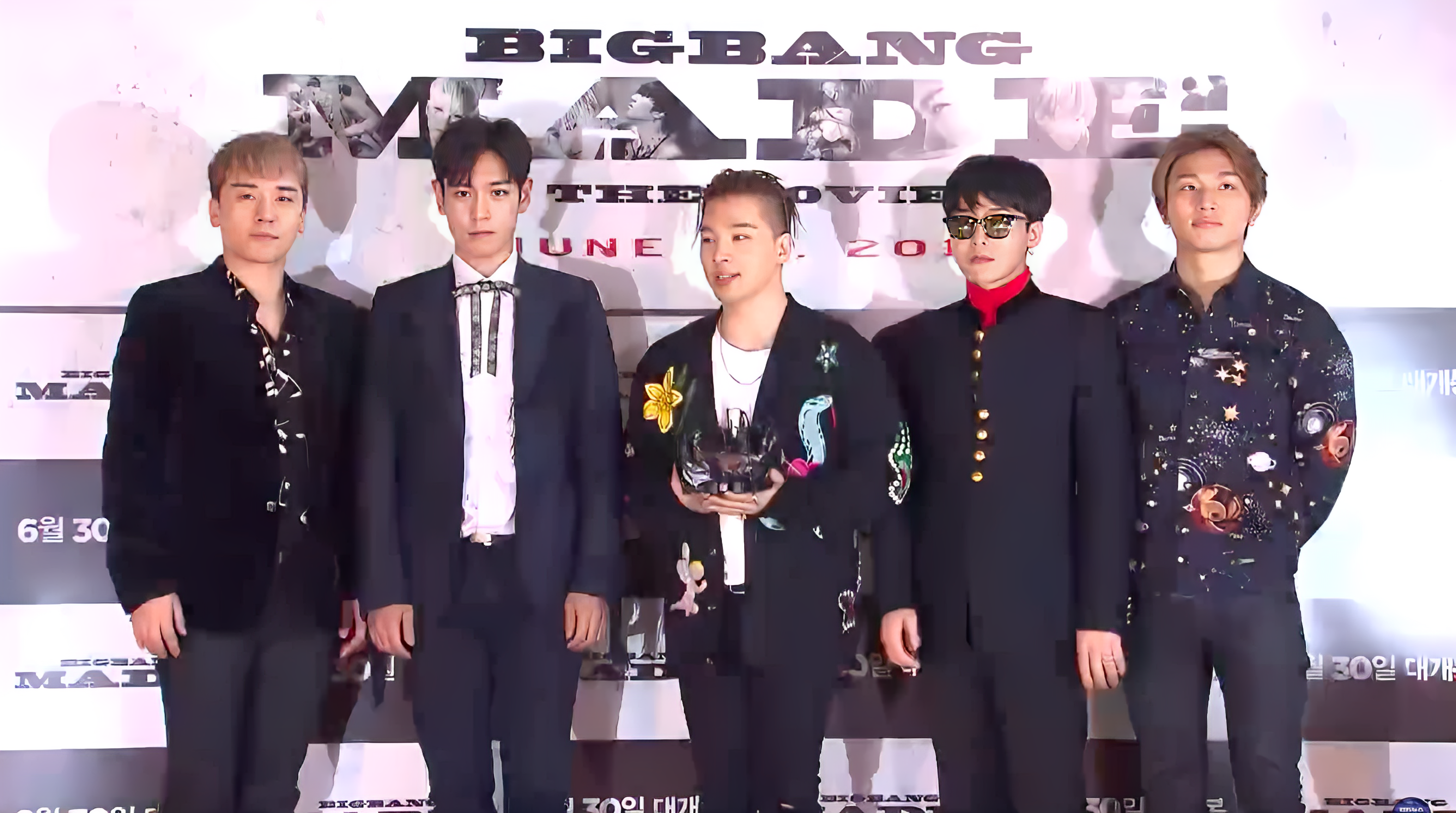
BIGBANG

Danh sách các nhóm nhạc ra mắt trong năm 2006
| Tên              | Tên                | Số thành viên | Trưởng nhóm | Giới tính      | Công ty quản lý          | Tên fandom     | Tan rã | Ghi chú |
| Latinh           | Hangul             | Số thành viên | Trưởng nhóm | Giới tính      | Công ty quản lý          | Latinh         | Tan rã | Ghi chú |
| ---------------- | ------------------ | ------------- | ----------- | -------------- | ------------------------ | -------------- | ------ | --- |
| 2NB              | 투앤비             | 2             | —           | Nữ             | 2B Entertainment         | —              | 2012   | Sol Ji là giọng hát chính của EXID kể từ 2012 |
| Battle           | 배틀               | 5             | Ryu         | Nam            | Good Entertainment       | Battle Destiny | 2010   | Gốc là một nhóm sáu thành viên được không tuyển lựa bởi Shinhwa trong cuộc thi Shinhwa Battle; Shin Ki-hyun rời nhóm để đi theo nghiệp đóng phim |
| Big Bang         | 빅뱅               | 5             | G-Dragon    | Nam            | YG Entertainment         | V.I.P.         | —      | Họ không có màu chính thức nhưng có dùng màu đen và vàng. Đây là ban nhạc nam Hàn Quốc đã đánh bại Britney Spears ở MTV Europe Music Awards 2011 trong hạng mục Best Worldwide Act. About.com coi họ là một trong mười nhóm nhạc nam hàng đầu châu Á |
| Brown Eyed Girls | 브라운 아이드 걸스 | 4             | JeA         | Nữ             | Nega Network MysticStory | Everlasting    | —      | Tính đến 9/2021, Brown Eyed Girls là nhóm nữ thần tượng hoạt động lâu nhất thị trường KPOP với không một lần thay đổi thành viên |
| SeeYa            | 씨야               | 3             | Lee Boram   | Nữ             | Core Contents Media      | SeeYa With You | 2011   | Năm 2009, trưởng nhóm Nam Gyuri rời đi và được thay bằng Lee Sumi. Sumi lại rời khỏi SeeYa và thành trưởng nhóm của Co-ed school |
| Typhoon          | 타이푼             | 3             | Woo Jae     | Nam nữ hỗn hợp | Trifecta Entertainment   | —              | 2010   | Năm 2008, Solbi rời nhóm và được thế bởi Hana - người cũng rời nhóm chỉ sau hai tháng. Lee Kyung thay Hana vào năm 2009. Typhoon chính thức giải tán vào tháng 1 năm 2010                                                                            |
| Xing             | 씽                 | 5             | Dong Geun   | Nam            | Xing Entertainment       | Không có       | 2009   | |

## 2007

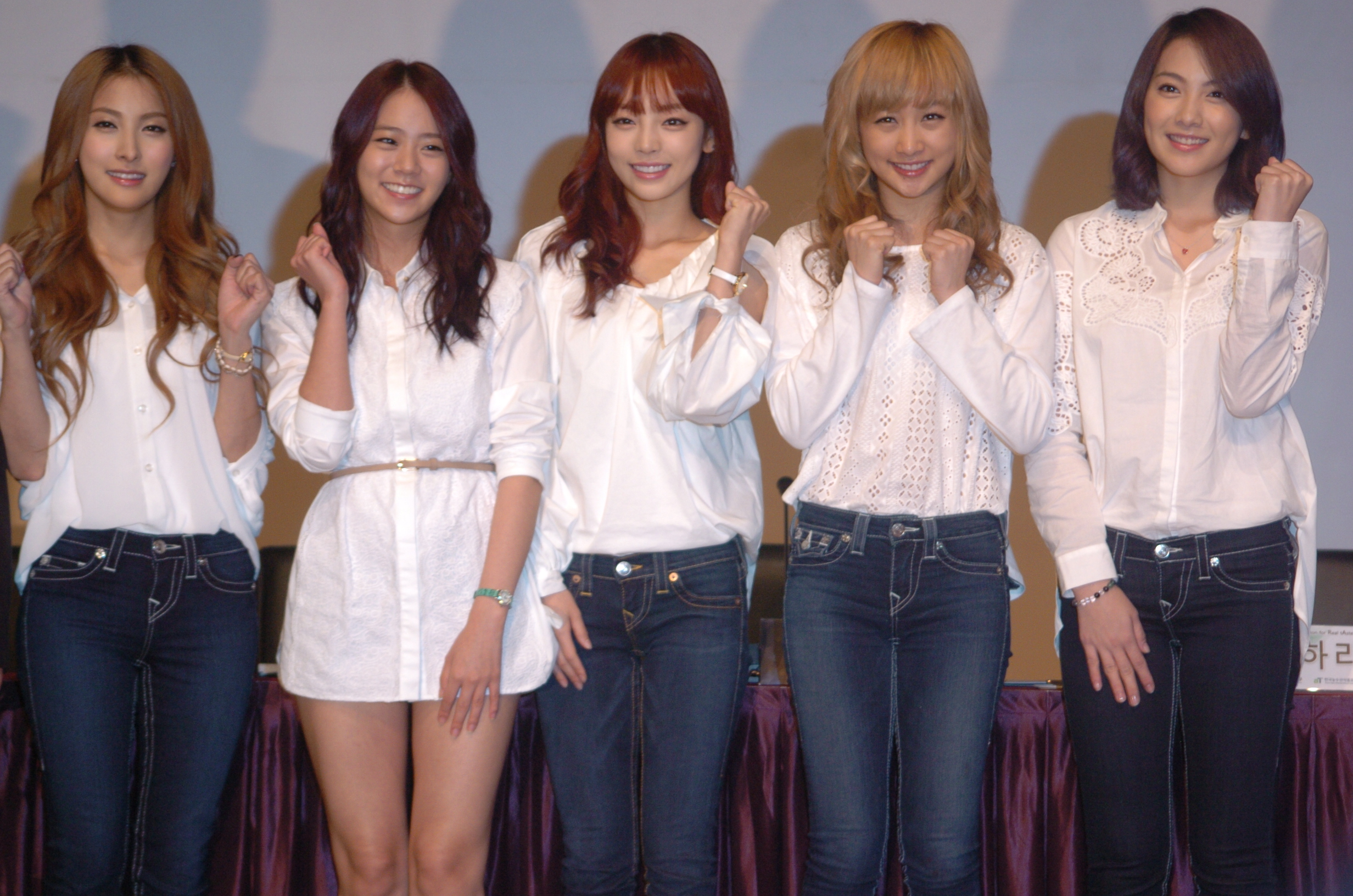
Kara

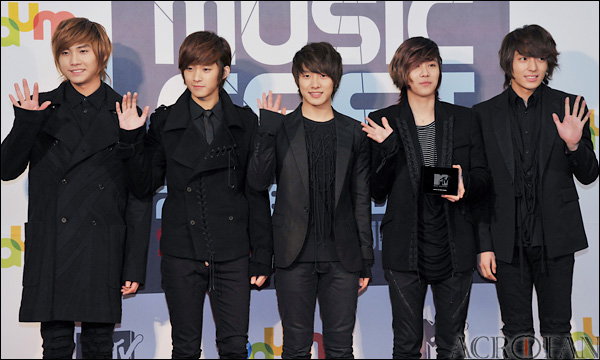
F.T. Island

Các nhóm nhạc tiêu biểu ra mắt trong năm

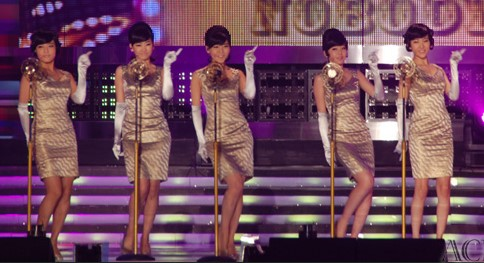
Wonder Girls

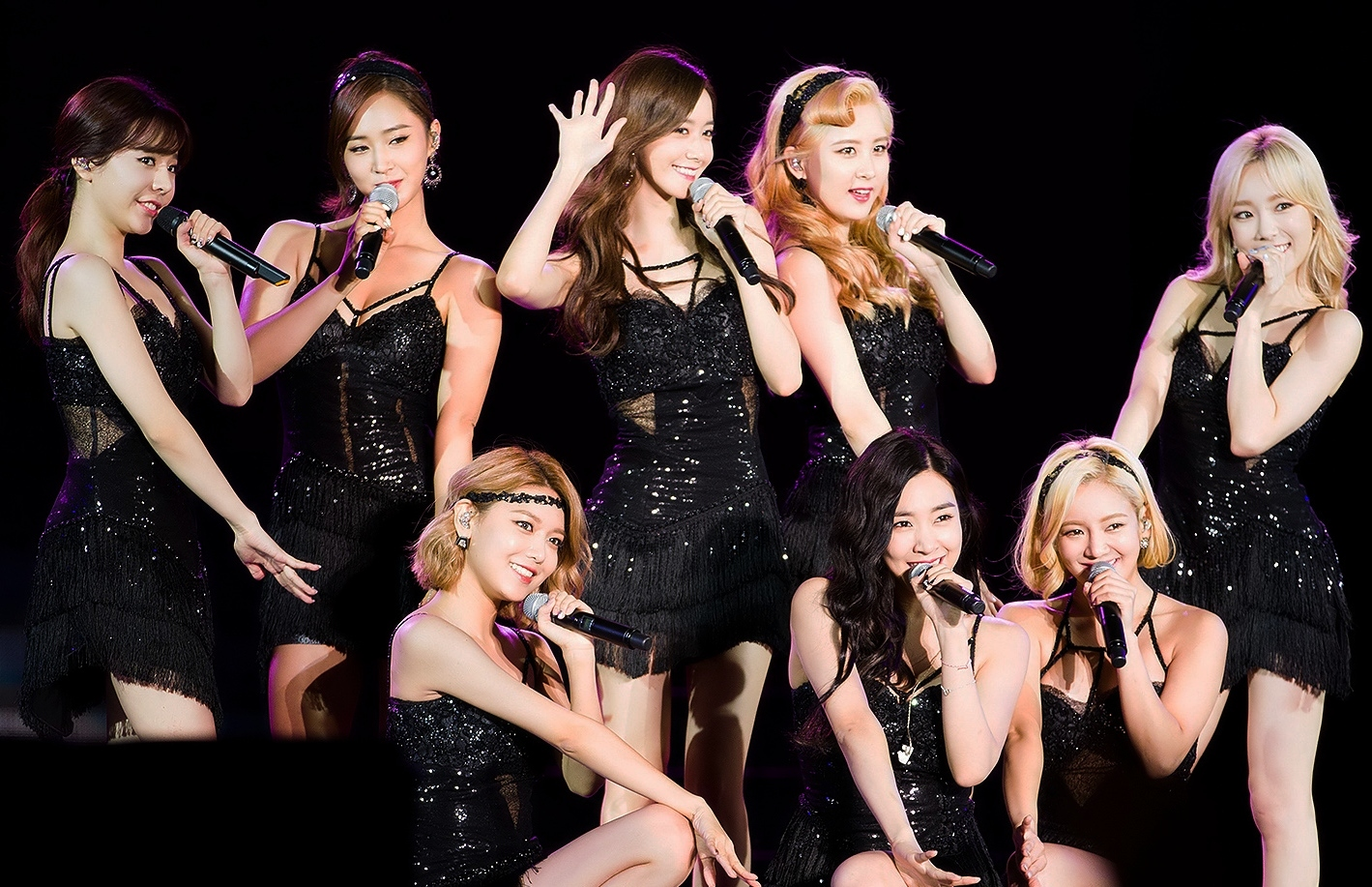
Girls’ Generation

Danh sách các nhóm nhạc ra mắt trong năm 2007
| Tên                      | Tên              | Số thành viên | Trưởng nhóm   | Giới tính      | Công ty quản lý                                     | Tên fandom           | Tan rã | Ghi chú |
| Latinh                   | Hangul           | Số thành viên | Trưởng nhóm   | Giới tính      | Công ty quản lý                                     | Latinh               | Tan rã | Ghi chú |
| ------------------------ | ---------------- | ------------- | ------------- | -------------- | --------------------------------------------------- | -------------------- | ------ | --- |
| Code-V                   | 코드브이         | 5             | Sangwoo       | Nam            | PQM                                                 | V-intage             | —      | Ra mắt với tên nhóm là Bless. Taemin rời nhóm vào tháng 6 năm 2010 và được thế chỗ bởi Seo Minho |
| Five Girls               | 오소녀           | 5             | G.NA          | Nữ             | Good Entertainment                                  | —                    | 2008   | Gồm Hyosung của Secret, G.NA, Yoo Bin của Wonder Girls, Jiwon củaSpica và UEE của After School. Giải tán do gặp khó khăn về tài chính |
| Black Pearl              | 블랙펄           | 4             | Nami          | Nữ             | Core Contents Media                                 | —                    | 2012   | |
| Baby Vox Re.V            | 베이비 복스 리브 | 5             | —             | Nữ             | DR Music                                            | Second Wing          | —      | Nhóm remake của Baby VOX; năm 2007, Myung Sa Rang rút lui; năm 2008, Oh Min Jin và Park So Ri được thêm vào; năm 2009, Yang Eun Ji và An Jin Kyoung rời nhóm |
| Cats                     | 캣츠             | 4             | —             | Nữ             | Rose Entertainment                                  | —                    | 2007   | Còn có tên là The Reds 2nd, Cats là một trong số nhiều nhóm nhạc nữ ra mắt năm 2007, trong đó có Wonder Girls, KARA và Baby Vox Re.V. Do nhóm không cho ra bất kể thứ gì ngoài album đầu tay vào năm 2007 nên rất có thể nhóm này đã giải tán một cách phi chính thức                                   |
| Wonder Girls             | 원더걸스         | 5             | Sunye         | Nữ             | JYP Entertainment                                   | Wonderful            | 2017   | Năm 2007, HyunA rời nhóm và Yubin được thêm vào. Năm 2010, Sunmi rời nhóm và Hyerim được thêm vào. Năm 2013, Sunye gián đoạn hoạt động để kết hôn nhưng cô vẫn là thành viên của nhóm |
| Kara                     | 카라             | 5             | Bak Gyu-ri    | Nữ             | DSP Media                                           | Kamilia              | 2016   | Sau khi nhóm ra mắt album đầu tiên, Kim Sung Hee đã rời nhóm. Gu Ha-ra và Kang Jiyoung được thêm vào. 15/1/2016 thif ba thành viên Gyu-ri, Seung Yeon và Hara chấm dứt hợp đồng với công ty DSP Media và thành viên Yong Ji thì công ty giữ lại để làm ca sĩ solo. Nhóm chính thức tan rã vào 15/1/2016 |
| F.T. Island              | 에프티 아일랜드  | 5             | Jonghun       | Nam            | FNC Entertainment                                   | Primadonna           | —      | Oh Won Bin rút lui do có sự bất đồng về âm nhạc; Song Seung Hyun được thêm vào. |
| Girls' Generation (SNSD) | 소녀시대         | 8             | Kim Taeyeon   | Nữ             | SM Entertainment                                    | SONE                 | —      | Một trong những nhóm nhạc thành công nhất lịch sử Kpop |
| Sunny Hill               | 써니힐           | 5             | Jang Hyun     | Nam nữ hỗn hợp | LOEN Entertainment (2009–) Nega Network (2007–2009) | Hillers (HːLLЁR)     | —      | Ra mắt với ba thành viên; Kota và Misung được thêm vào sau. Jang Hyun đi nghĩa vụ quân sự từ 2012 |
| Supernova                | 초신성 超新星    | 6             | Jung Yoon Hak | Nam            | Maru Entertainment Universal Music Group            | Milky Way (Nhật Bản) | —      | Chủ yếu xúc tiến hoạt động ở Nhật Bản |
| 8Eight                   | 에이트           | 3             | Hyun          | Nam nữ hỗn hợp | Source Music                                        | Sweet Voice          | —      | |
| T-Max                    | 티맥스           | 5             | Shin Min Chul | Nam            | Planet 905                                          | Mighty Max           | 2011   | Gốc là gồm ba thành viên là Shin Min Chul, Kim Joon và Park Yun Hwa. Năm 2010, Park Yun Hwa rời nhóm đi nghĩa vụ quân sự và các thành viên mới được bổ sung vào. Người ta biết đến học qua ca khúc "Paradise" cho phim Vườn sao băng                                                                    |
| Tritops                  | 트리탑스         | 4             | Hyung Moon    | Nam            | SimTong Entertainment                               | Tristar              | —      | Trước có tên là "I The Tri Top's". Năm 2009, Ilgoon rời nhóm để hát đơn nhưng vẫn được liệt kê là thành viên chính thức dù không tham gia các hoạt động nhóm. Năm 2012, Woogoon được thêm vào |
| Miss $                   | —                | 3             | —             | Nữ             | Brand New Music                                     | —                    | —      | |

## 2008
Các nhóm nhạc tiêu biểu ra mắt trong năm

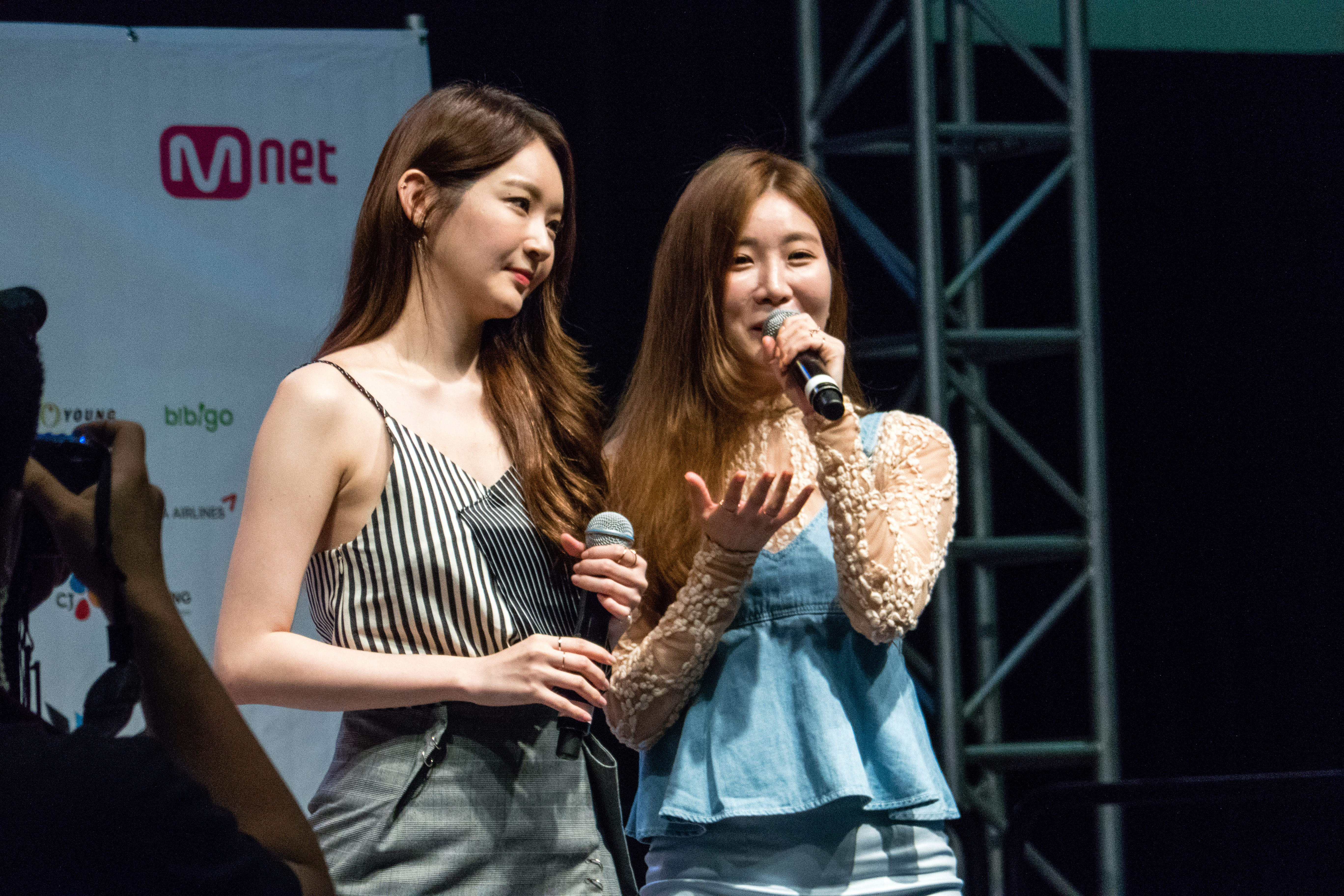
Davichi

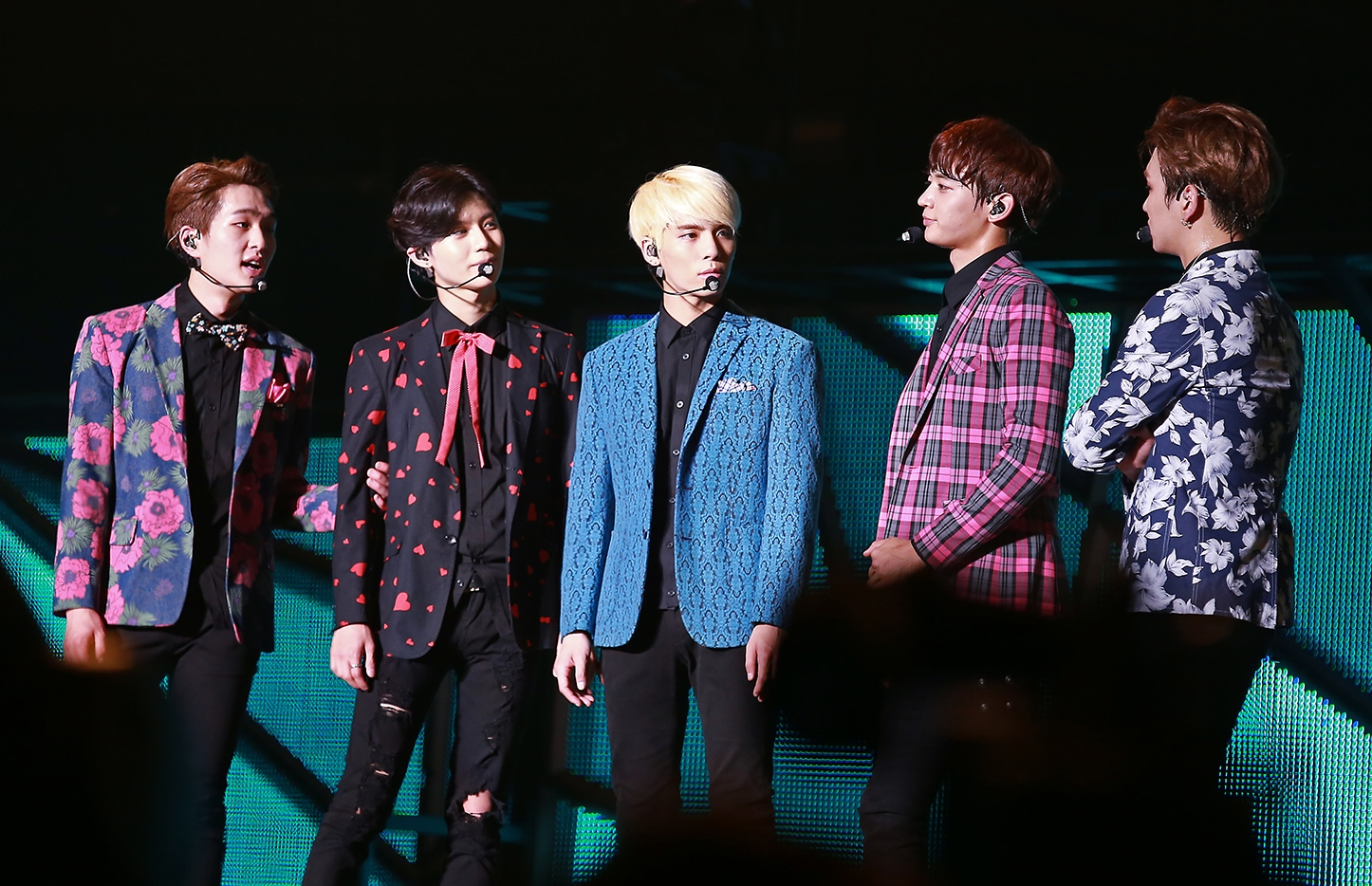
SHINee

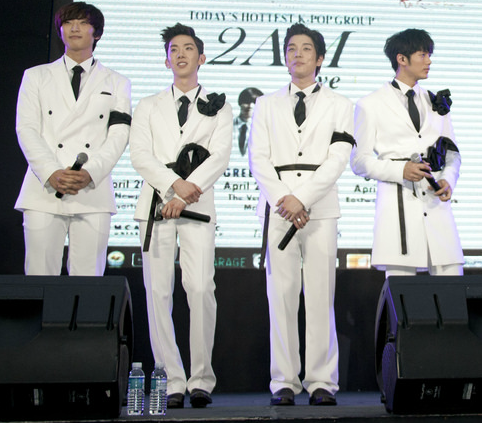
2AM

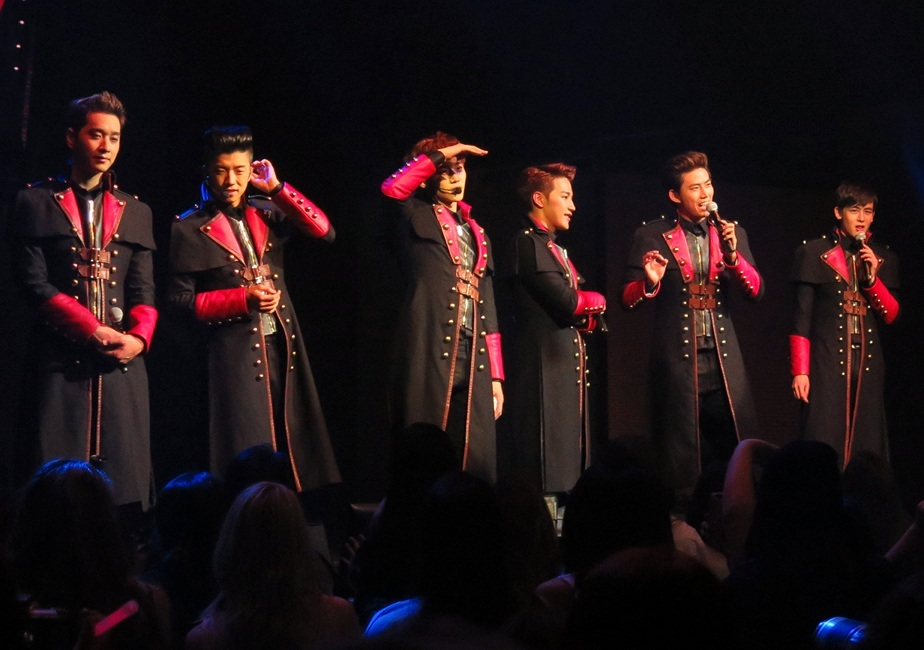
2PM

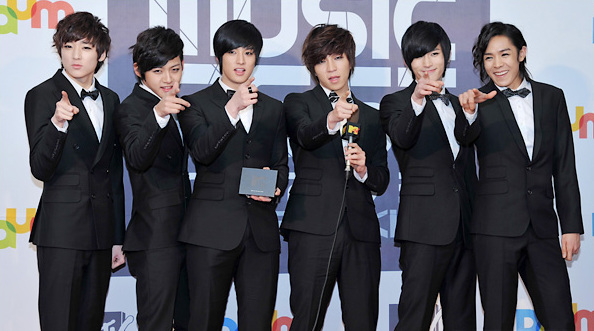
U-KISS

Danh sách các nhóm nhạc ra mắt trong năm 2008
| Tên          | Tên           | Số thành viên | Trưởng nhóm   | Giới tính | Công ty quản lý                         | Tên fandom      | Tan rã | Ghi chú |
| Latinh       | Hangul        | Số thành viên | Trưởng nhóm   | Giới tính | Công ty quản lý                         | Latinh          | Tan rã | Ghi chú |
| ------------ | ------------- | ------------- | ------------- | --------- | --------------------------------------- | --------------- | ------ | --- |
| Davichi      | 다비치        | 2             | Lee Haeri     | Nữ        | Core Contents Media                     | Davichi Chord   | —      | |
| Shinee       | 샤이니        | 5             | Onew          | Nam       | SM Entertainment                        | Shawol          | —      | |
| 2AM          | 투에이엠      | 4             | Jo Kwon       | Nam       | JYP Entertainment Big Hit Entertainment | I AM            | 2014   | Nhóm nhạc ballad, vốn dĩ là một phần của nhóm "One Day" cùng với các thành viên của 2PM cho đến khi đượcc tách làm hai nhóm trước khi ra mắt. Changmin còn hợp tác với Lee Hyun của 8Eight trong nhóm "Homme"                                                                           |
| 2PM          | 투피엠        | 6             | —             | Nam       | JYP Entertainment                       | Hottest         | —      | Vốn dĩ là một phần của nhóm "One Day" cùng với các thành viên của 2AM cho đến khi đượcc tách làm hai nhóm trước khi ra mắt. Gốc là gồm bảy thành viên nhưng hợp đồng với trưởng nhóm Jay Park bị chấm dứt vào năm 2010 do tranh cãi. 2PM chính thức ra mắt ở Nhật vào tháng 12 năm 2010 |
| A'ST1        | 에이스타일    | 6             | Park Jung Jin | Nam       | DSP Media                               | Eunice          | 2009   | Thành viên Sung In Kyu được chẩn đoán mắc ung thư tuyến ức vào tháng 5 năm 2011. Anh qua đời ở tuổi 24 vào ngày 22 tháng 2 năm 2013 |
| Mighty Mouth | 마이티 마우스 | 2             | Sang Chu      | Nam       | 101 Entertainment                       | —               | —      | |
| DNT          | 디엔티        | 4             | Moon Jun Yong | Nam       | Orange Entertainment (2008–2012)        | DAY             | —      | Nhóm đã trải qua nhiều thay đổi về đội hình. Hợp đồng với Orange Entertainment chấm dứt năm 2012 và từ đó nhóm này chưa ký hợp đồng với hãng ghi âm nào |
| U-KISS       | 유키스        | 7             | Soohyun       | Nam       | NH Media                                | Kiss Me         | —      | Ra mắt với sáu thành viên. Năm 2009, Ki Seop được thêm vào. Năm 2011, Ki Bum và Alexander rời nhóm do hợp đồng bị hủy; AJ và Hoon được thêm vào |
| SM☆SH        | 스매시        | 5             | Hyunjun       | Nam       | TN Entertainment                        | SMASHE'S/ SMILE | —      | Chủ yếu xúc tiến hoạt động ở Nhật Bản. Năm 2010, Cheonwoo rời nhóm |
| Untouchable  | 언터쳐블      | 2             | —             | Nam       | TS Entertainment                        | —               | —      | Bộ đôi hip-hop gián đoạn hoạt động từ tháng 8 năm 2011 do cả hai thành viên đều đi nghĩa vụ quân sự |

## 2009
Các nhóm nhạc tiêu biểu ra mắt trong năm

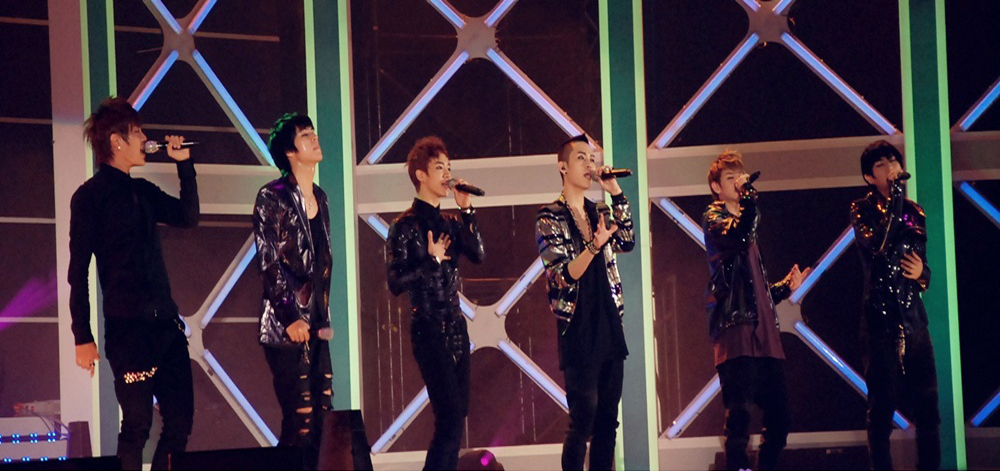
Beast

Danh sách các nhóm nhạc ra mắt trong năm 2009
| Tên             | Tên          | Số thành viên | Trưởng nhóm   | Giới tính      | Công ty quản lý                           | Tên fandom           | Tan rã | Ghi chú |
| Latinh          | Hangul       | Số thành viên | Trưởng nhóm   | Giới tính      | Công ty quản lý                           | Latinh               | Tan rã | Ghi chú |
| --------------- | ------------ | ------------- | ------------- | -------------- | ----------------------------------------- | -------------------- | ------ | --- |

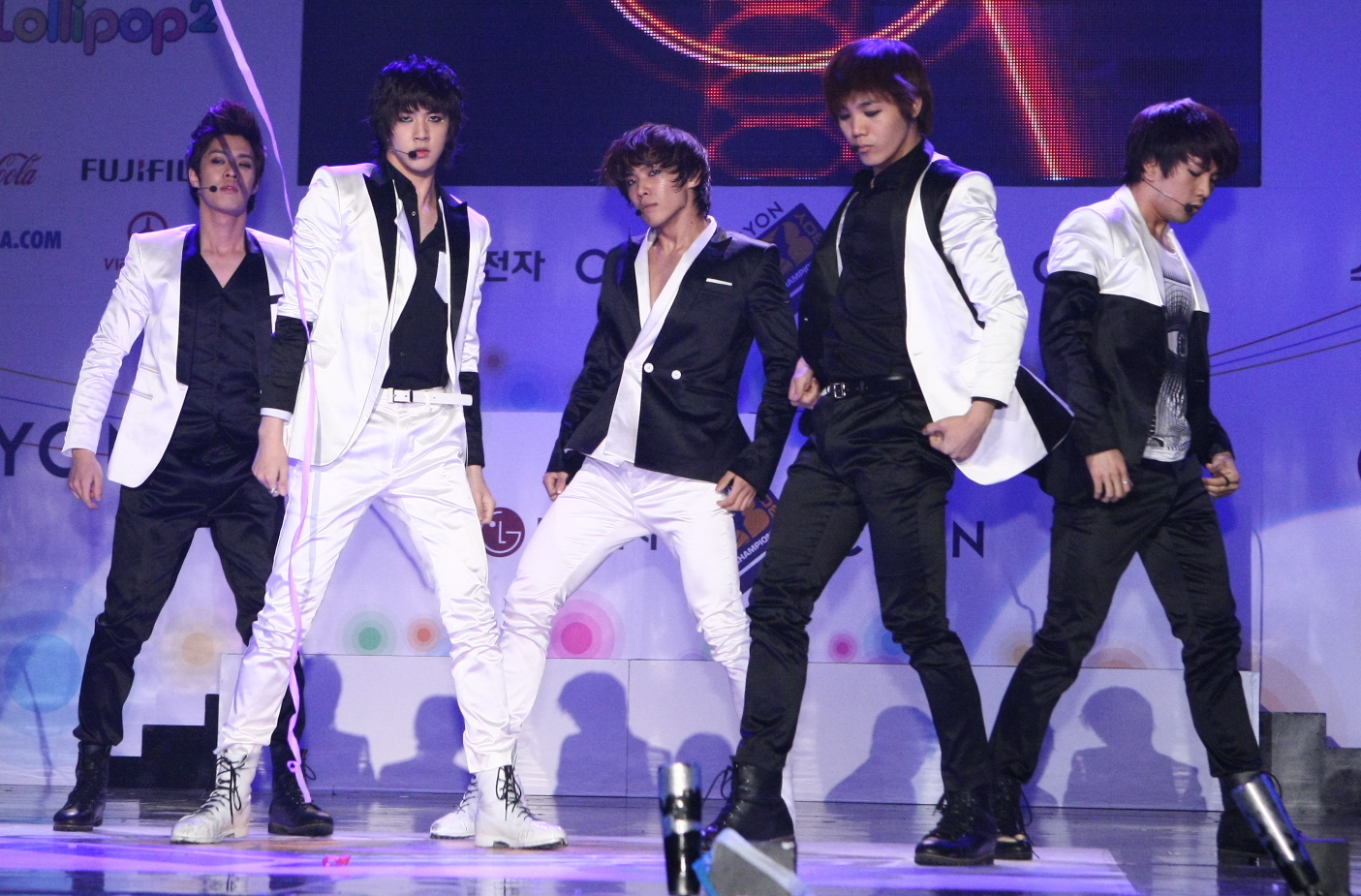
MBLAQ

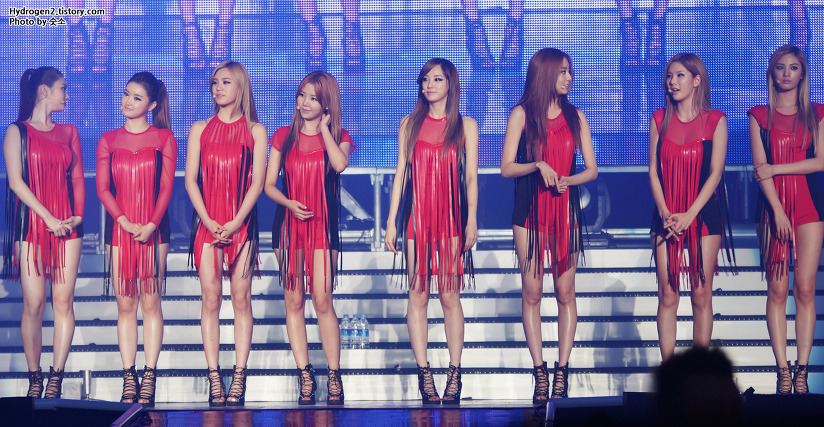
After School

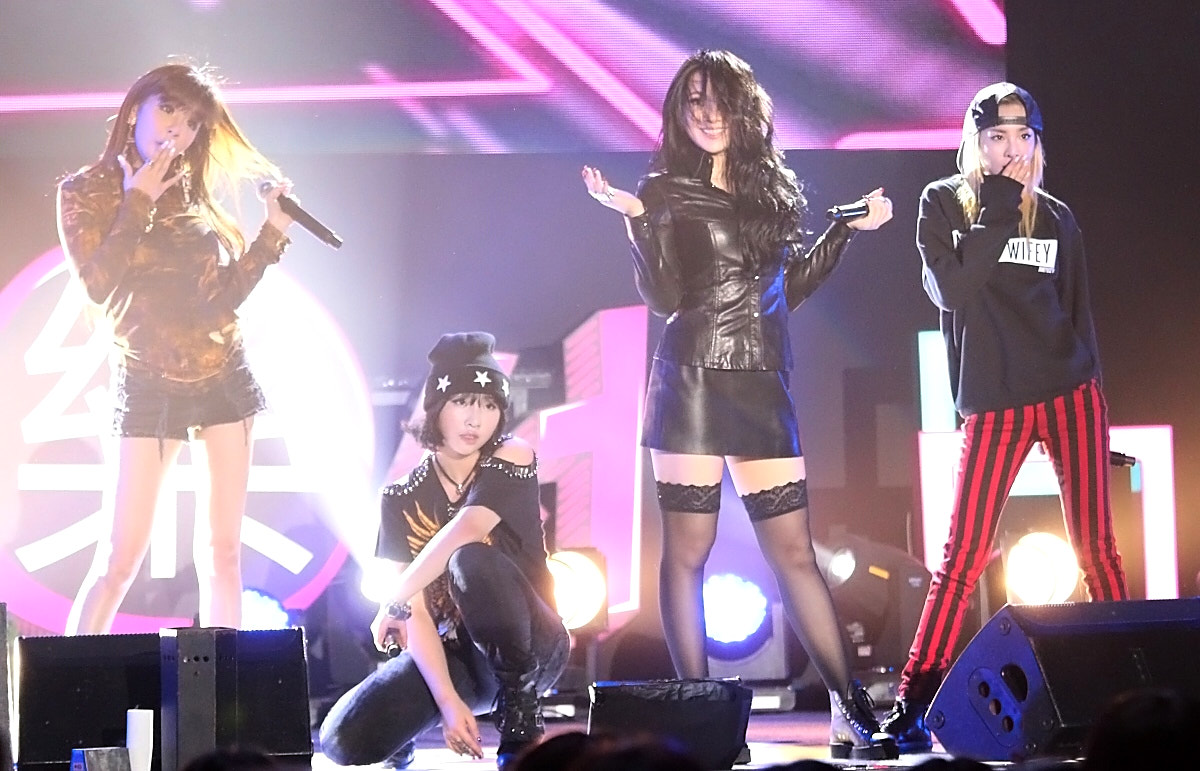
2NE1

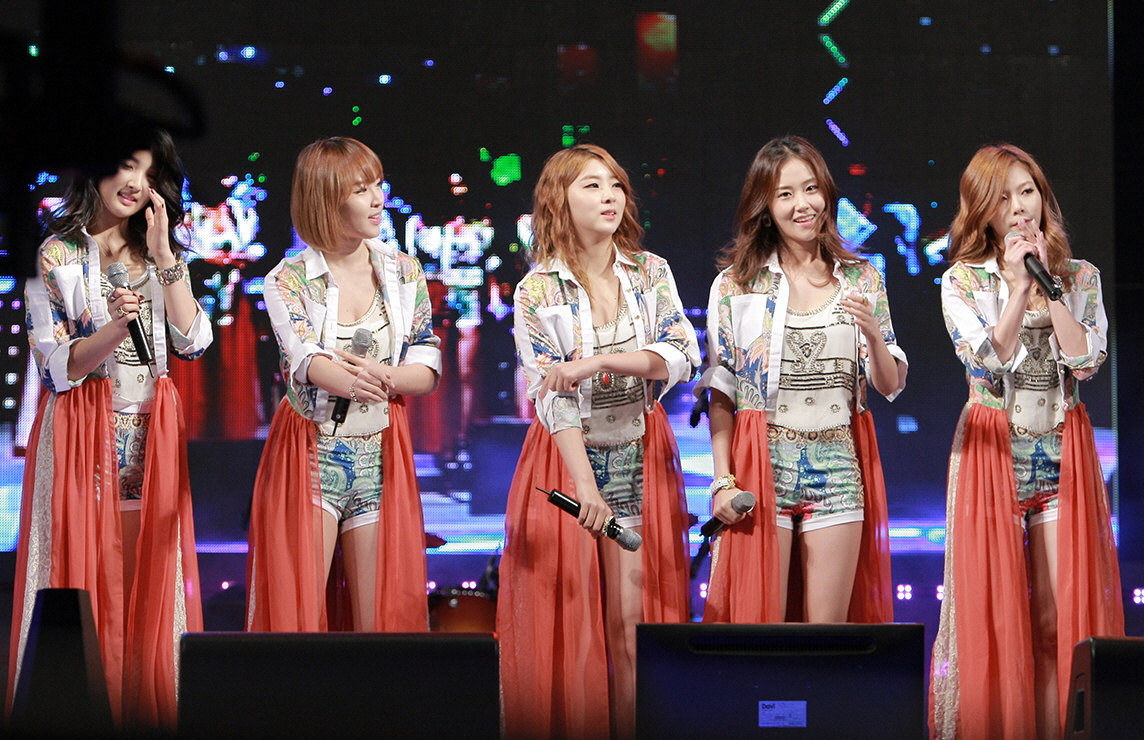
4Minute

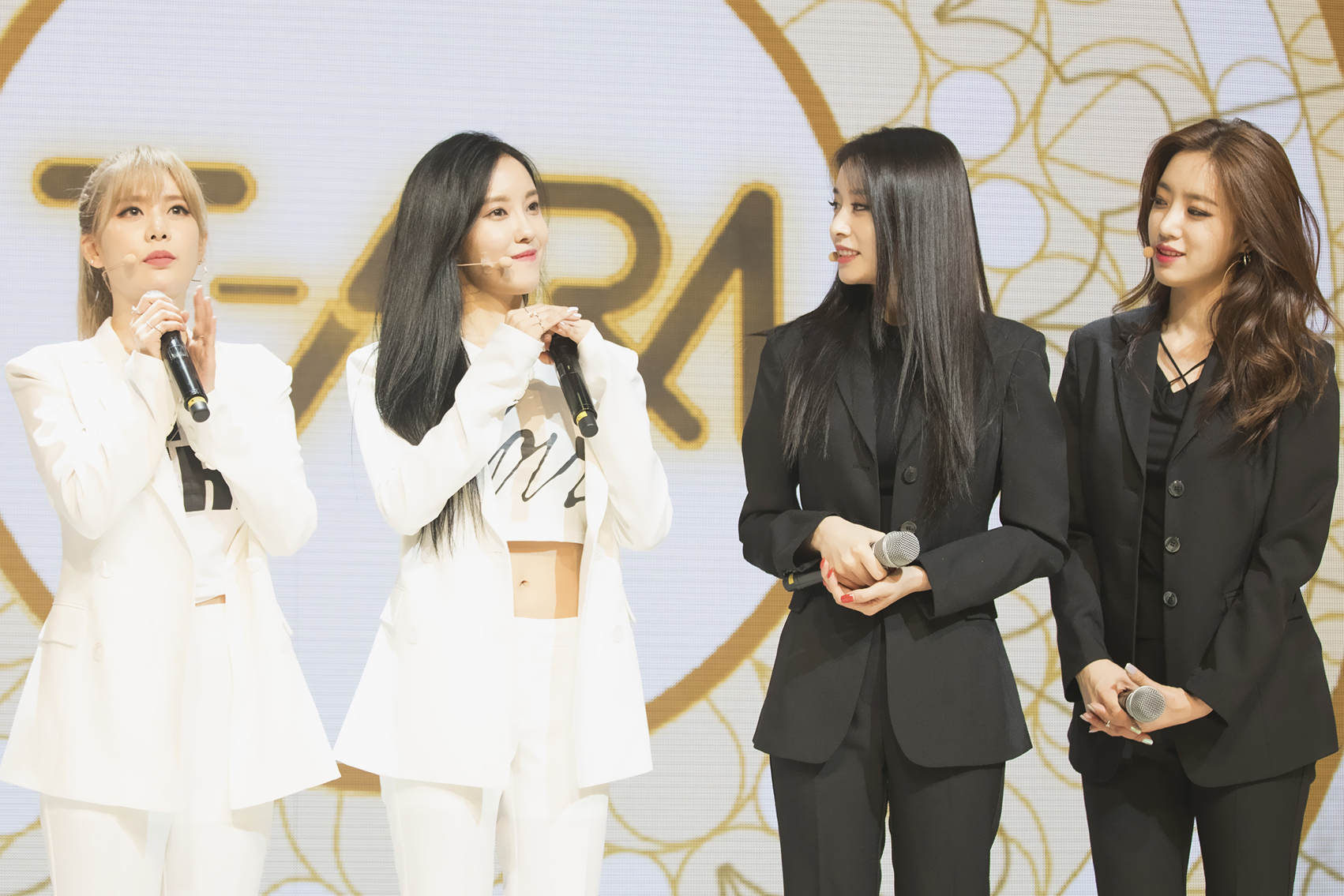
T-ara

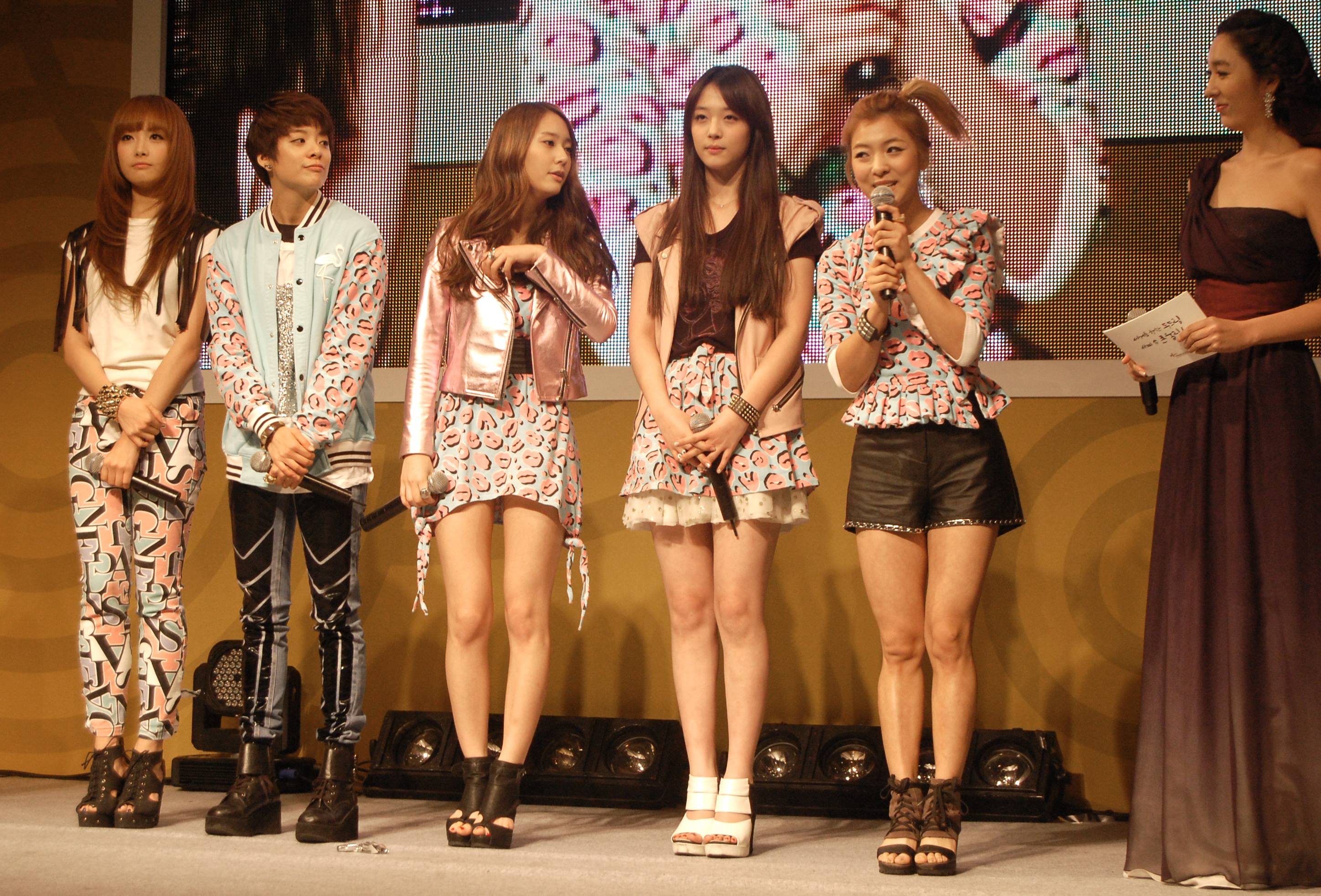
F(x)

| MBLAQ           | 엠블랙       | 5             | Seungho       | Nam            | J.Tune Camp                               | A+                   | —      | Do Bi (Rain) thành lập. Kim Sangbae rời nhóm trước khi nhóm ra mắt do có vấn đề sức khỏe và được thế chỗ bởi Thunder. Năm 2014 thì các thành viên Lee Joon và Thunder rời nhóm |
| Supreme Team    | 슈프림팀     | 2             | Simon D       | Nam            | Amoeba Culture                            | —                    | 2013   | |
| Brand New Day   | 브랜뉴데이   | 3             | —             | Nữ             | Wannabe Management Castle J Entertainment | —                    | —      | |
| HAM             | 햄           | 3             | —             | Nữ             | Leeyeon Entertainment                     | —                    | 2012   | Gốc là một nhóm gồm bốn thành viên. Không lâu sau khi nhóm ra mắt thì Miyu rời đi. Sujin rời nhóm năm 2012 và gia nhập nhóm BBde Girl. Nhóm này giải tán ít lâu sau đó |
| Lady Collection | 레이디컬렉션 | 3             | JC            | Nữ             | Lion Media                                | —                    | 2011   | |
| B2Y             | 비투와이     | 4             | Han Yeon      | Nam nữ hỗn hợp | 투비컨티뉴그룹 To Be Continue Group       | —                    | 2010   | Nhóm này ban đầu gồm hai nam và hai nữ. Cuối năm 2010, các thành viên gốc đều rời nhóm do các lý do pháp lý và/hoặc cá nhân |
| After School    | 애프터 스쿨  | 6             | Jungah        | Nữ             | Pledis Entertainment                      | Playgirlz / Playboyz | —      | Ra mắt với năm thành viên. Đã nhiều lần thay đổi đội hình do "hệ thống tốt nghiệp" |
| Jumper          | 점퍼         | 5             | Park Dongmin  | Nam            | TOP Media                                 | —                    | 2011   | Ra mắt với hai thành viên, do Andy Lee của Shinhwa thành lập. Rokhyun tái ra mắt năm 2012 trong nhóm nhạc nam mới của TOP Media là 100% |
| 2NE1            | 투애니원     | 4             | CL            | Nữ             | YG Entertainment                          | Blackjack            | 2017   | Tên gọi 2NE1 là sự kết hợp của "21st century" và "new evolution" (NE). Ngày 12 tháng 12 năm 2011, họ được MTV America trao danh hiệu 'Best New Artist In The World'. 2NE1 có kế hoạch ra mắt ở Hoa Kỳ vào năm 2013; album phòng thu đầu tay bằng tiếng Anh khởi động từ 2010 với nhà sản xuất là Will.i.am. Nhóm tan rã vì Minzy rời nhóm và vấn đề sức khỏe của Park Bom |
| 4minute         | 포미닛       | 5             | Jihyun        | Nữ             | Cube Entertainment                        | 4NIA                 | 2016   | Thành viên Hyuna từng là thành viên của nhóm nhạc Wonder Girls. Năm 2016, các thành viên gặp vấn đề về hợp đồng. Thành viên Hyuna kí tiếp hợp đồng và ra mắt với tư cách nghệ sĩ solo, còn các thành viên còn lại không kí tiếp hợp đồng đồng nghĩa với việc rời nhóm, nhóm chính thức tan rã năm 2016                                                                    |
| T-ara           | 티아라       | 4             | Qri           | Nữ             | Core Contents Media                       | Queen's              | —      | Gốc là gồm năm thành viên; Jiae và Jiwon rời đi trước khi nhóm ra mắt và Boram, Qri và Soyeon được bổ sung. Năm 2010, Hwayoung gia nhập nhóm. Năm 2012, Areum và Dani được thêm vào. Tháng 7 năm 2012, Hwayoung rời nhóm. Tháng 7 năm 2013, Areum rời T-ara để đi hát đơn                                                                                                 |
| F(x)            | 에프엑스     | 5             | Victoria Song | Nữ             | SM Entertainment                          | MeU                  | —      | Tím periwinkle và MeU được xác nhận là màu chính thức và tên FC chính thức của nhóm sau 7 năm hoạt động. Nhóm có hai thành viên gốc Trung Quốc: Amber và Victoria |
| Beast           | 비스트       | 6             | Doo Joon      | Nam            | Cube Entertainment                        | B2UTY (Beauty)       | —      | Doo Joon đáng lẽ đã ra mắt cùng 2AM còn Jang Hyun Seung thì trong Big Bang. Trước đó Gi-kwang từng là nghệ sĩ solo. Năm 2016, thành viên Hyunseung rời nhóm |
| CNBLUE          | 씨엔블루     | 4             | Yong Hwa      | Nam            | FNC Entertainment                         | BOICE                | —      | Ban nhạc pop rock K-pop được thành lập ở Nhật Bản |
| JQT             | 제이큐티     | 4             | Min Jung      | Nữ             | GP Entertainment                          | —                    | 2012   | Một số thành viên từng là cựu thành viên của nhóm nhạc đã giải tán là I-13. Tháng 9 năm 2011, Min Sun rút khỏi nhóm và được thế chỗ bởi Jin Kyung. Năm 2012, nhóm giải tán; Jieun, Minjung và Gajin thành thành viên của AS The One |
| Secret          | 시크릿       | 4             | Hyosung       | Nữ             | TS Entertainment                          | SECRETTIME           | —      | Hyosung từng là thành viên của Five Girls trước khi gia nhập Secret. Sunhwa từng là quán quân cuộc thi tài năng "Superstar Survival". Jieun từng là thực tập sinh của JYP Entertainment. Zinger đi học cùng trường dạy nhảy với CL (2NE1) và Sunye (Wonder Girls) |
| Rainbow         | 레인보우     | 7             | Kim Jaekyung  | Nữ             | DSP Media                                 | Rain-nous            | —      | |
| Jewelry S       | 쥬얼리 S     | 2             | —             | Nữ             | Star Empire Entertainment                 | Jewelry Box          | —      | Ban đầu gồm Baby J và Eunjung Năm 2011, đội hình thay đổi với sự xuất hiện của những thành viên mới là Semi và Yewon |
| December        | 디셈버       | 2             | —             | Nam            | CS Happy                                  | —                    | —      | Đây là bộ đôi song ca hát ballad gồm Yun-hyuk và DK |
| SHU-I           | 슈아이       | 5             | In Seok       | Nam            | Yejeon Media Avex Trax                    | Was-i                | —      | Tập trung chủ yếu xúc tiến hoạt động ở Nhật Bản dưới sự quản lý của Avex Trax |